# Sant'Agapito
Sant'Agapito är en ort och kommun i provinsen Isernia i regionen Molise i Italien. Kommunen hade 1 443 invånare (2018).